# Axel Toupane
Axel Toupane   (Mülhausen, 23 de juliol de 1992) és un jugador de bàsquet francès que actualment juga al Metropolitans 92 de la LNB Pro A. Amb 2,01 metres d'alçada, juga a la posició d'escorta. El seu pare és l'entrenador i jugador de bàsquet Jean-Aimé Toupane.
Axel Toupane es va graduar a la Universitat Bocconi, a HEC Paris ia l'Emlyon Business School.